# Салета (Напуљ)
Салета је насеље у Италији у округу Напуљ, региону Кампанија.
Према процени из 2011. у насељу је живело 460 становника. Насеље се налази на надморској висини од 57 м.